# American Industrial Partners
American Industrial Partners (AIP) ist eine US-amerikanische Beteiligungsgesellschaft. Die Private-Equity-Gesellschaft investiert hauptsächlich in Unternehmen mit operativer Tätigkeit in den USA oder Kanada. Die Unternehmen des Portfolios erzielen zusammengenommen einen jährlichen Umsatz von 11 Mrd. US-Dollar und beschäftigen über 51.000 Mitarbeiter.

## Beteiligungen
Einige Beteiligungen (Mehrheitsbeteiligungen) des Unternehmens sind:
| Unternehmen       | Produkte                   | Kaufdatum | Umsatz       |
| ----------------- | -------------------------- | --------- | ------------ |
| Aluminium Duffel  | Aluminium                  | 2022      | 600 Mio. USD |
| Ascent Aerospace  | Luft- und Raumfahrttechnik | 2012      | 240 Mio. USD |
| Brock Group       | Industriedienstleister     | 2017      | 1,2 Mrd. USD |
| Canam             | Metallbau                  | 2017      | 1,5 Mrd. USD |
| Form Technologies | Maschinenbau               | 2015      | 1,0 Mrd. USD |
| Moly-Cop          | Maschinenbau               | 2017      | 1,2 Mrd. USD |
| Optimas           | Befestigungstechnik        | 2015      | 885 Mio. USD |
| REV Group         | Fahrzeugbau                | 2006      | 2,3 Mrd. USD |
| Vertex Aerospace  | Luft- und Raumfahrttechnik | 2018      | 1,1 Mrd. USD |

Im Zuge eines Börsenganges 2017 reduzierte sich die Beteiligung AIPs an der REV Group von 90 % auf 72 %. Durch das IPO konnten 275 Mio. US-Dollar erlöst werden.
Zwischen 2015 und 2018 hielt AIP eine Mehrheitsbeteiligung am US-amerikanischen Druckmaschinenhersteller Goss International. Am 17. August 2018 wurde eine Fusion von Goss mit Manroland Web Systems verkündet. AIP hält nunmehr 49 % der Anteile der fusionierten Gesellschaft Manroland Goss Web Systems. Die restlichen Anteile liegen bei der Lübecker Possehl-Gruppe.